# Karelia (Sibelius)
Karelia è una composizione di nove brani scritta da Jean Sibelius nel 1893 per l'Associazione degli studenti di Viipuri e presentata per la prima volta, diretta da Sibelius, alla Imperial Alexander University di Helsinki, Granducato di Finlandia, il 19 novembre di quell'anno. Sibelius diresse la Suite, più corta, dieci giorni dopo; rimane una delle sue opere più popolari.
Karelia era stata scritta all'inizio della carriera compositiva di Sibelius e l'opera completa è composto da una Ouverture, otto Quadri e due Intermezzi; dura circa 44 minuti, mentre la Suite dura circa 12 minuti.
La peculiarità del taglio rozzo di Karelia era voluta: l'intenzione estetica non era quella di abbagliare con la tecnica, ma di catturare la qualità di un'autenticità ingenua e basata sulla musica popolare. I commenti storici hanno notato il carattere nazionalistico della musica.

## Orchestrazione della suite
Il brano è orchestrato per 3 flauti (3° anche ottavino), 3 oboi (3° anche corno inglese), 2 clarinetti, 2 fagotti, 4 corni in fa e mi, 3 trombe in fa e mi, 3 tromboni, tuba, timpani, grancassa, piatti, triangolo, tamburello, 2 soprani/baritoni (Tableau 1), 1 baritono (Tableau 5), coro SATB (Tableau 8) e archi.
Ralph Wood commentò il ruolo delle percussioni in questa composizione.

## Storia
I movimenti nella suite sono tutti presi in prestito da Karelia, che consisteva in un'ouverture e otto quadri. Sibelius fu incaricato di scriverla nel 1893 dall'Associa<ione di studenti dell'Università di Bigorg per una lotteria destinata ad agevolare l'educazione della popolazione della Provincia di Viipuri. Sibelius diresse Karelia alla sua prima esecuzione il 13 novembre 1893 all'Università Imperiale Alexander di Helsinki, Granducato di Finlandia. Il comportamento del pubblico fu, tuttavia, tutt'altro che ideale.
Come Sibelius annotò più tardi:
(Jean Sibelius, in una lettera a suo fratello Christian)
Dieci giorni dopo Sibelius tenne un concerto popolare che includeva l'Ouverture, seguito dai tre movimenti che sarebbero diventati la Karelia Suite. Questi quattro pezzi furono venduti a Edizioni Fazer nel 1899 e, su richiesta di Sibelius, l'Ouverture e Karelia Suite furono pubblicati come Op. 10 e 11, rispettivamente. Il resto dei brani di Karelia Music che non erano ancora stati stampati finì nelle mani di Breitkopf & Härtel nel 1905.
La partitura fu ad un certo punto lasciata in possesso di Robert Kajanus e, nel 1936, la moglie di Kajanus Ella la restituì a Sibelius. Si pensa che Sibelius abbia bruciato la sua ottava sinfonia insieme alla maggior parte della musica di Karelia Music nell'agosto del 1945, risparmiando dal fuoco solo il 1° ed il 7° quadro. Le parti per viola, violoncello e contrabbasso mancano anche dal 1° e 7° quadro e le parti del flauto mancano completamente dal 7° quadro.

## Composizione

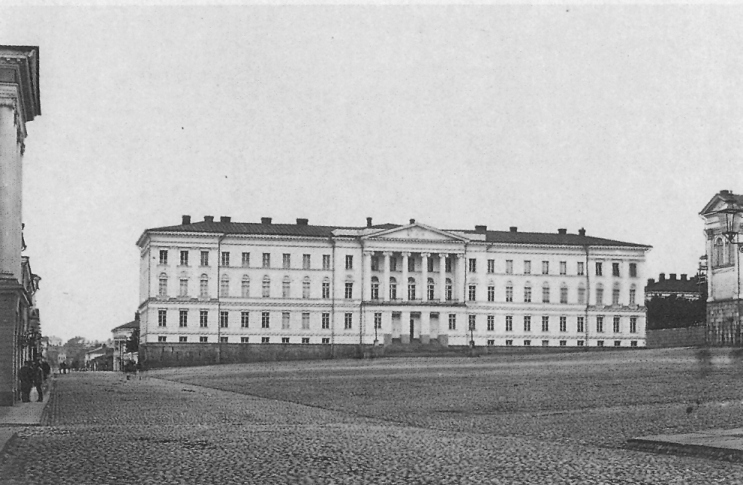
Imperial Alexander University. Fotografia del 1870.

### Movimenti diKarelia
- Overture
- Quadro 1 – A Karelian home. News of War (1293)
- Quadro 2 – The founding of Viipuri Castle
- Quadro 3 – Narimont, il Duca di Lituania, che riscuote le tasse nella provincia di Käkisalmi (1333)
- Intermezzo (I)
- Quadro 4 – Karl Knutsson in Viipuri Castle (1446)
- Quadro 5 – Pontus De la Gardie alle porte di Käkisalmi (1580)
- Intermezzo (II) (In origine intitolato Quadro 5 1⁄2) – Pontus de la Gardie's March)[4]
- Quadro 6 – The Siege of Viipuri (1710)
- Quadro 7 – The Reunion of Old Finland (Karelia) with the rest of Finland (1811)
- Quadro 8 – L'Inno Nazionale Finlandese

### Movimenti dellaSuite
1. L'Intermezzo è l'unico movimento originale della suite. Sibelius prese in prestito il tema degli ottoni nel centro del Quadro 3 e lo trasformò in un suo movimento.[4] L'Intermezzo è un gioioso tema tipo marcia annotato Allegro, con l'orchestra che ritrae l'atmosfera di contingenti in marcia.
2. La Ballade era basata sul Quadro 4 ed è "cantato" da un bardo (su cor anglais), che riflette l'umore di un re svedese del XV secolo, Karl Knutsson, che ricorda il suo castello mentre viene intrattenuto da un menestrello.
3. Alla Marcia è una marcia trascinante, originariamente collegata al Quadro 5½ ed è praticamente la stessa della musica originale, ad eccezione di alcuni piccoli cambiamenti di accordo.[4]

### Completamenti della partitura originale
La maggior parte della musica fu ricostruita nel 1965 da Kalevi Kuosa, dalle parti originali sopravvissute. Le parti che non erano sopravvissute erano quelle di viole, violoncelli e contrabbassi. Basandosi sulla trascrizione di Kuosa, i compositori finlandesi Kalevi Aho e Jouni Kaipainen hanno ricostruito individualmente la musica completa di Karelia Music. Una registrazione del completamento di Kalevi Aho fu pubblicata nel 1997 in una registrazione con la Lahti Symphony Orchestra diretta da Osmo Vänskä e il completamento di Jouni Kaipainen fu inciso per una pubblicazione del 1998 con l'Orchestra Filarmonica di Tampere, diretta da Tuomas Ollila.

## Nella cultura di massa
- Nel Regno Unito l'Intermezzo è stato usato come melodia tematica per lo spettacolo televisivo Associated-Rediffusion e Thames This Week. È stato anche usato nello sketch "Piranha Brothers" su Monty Python's Flying Circus.
- Una versione accelerata del primo Intermezzo viene utilizzata dalla stazione televisiva cilena Televisión Nacional de Chile per presentare le sue trasmissioni sportive.[9]
- Il gruppo rock The Nice ha registrato un arrangiamento dell'Intermezzo che è apparso sull'album Ars Longa Vita Brevis. Successivamente hanno registrato una versione live con la Sinfonia di Londra, che è apparsa nell'album Five Bridges.[10]